# Oliver Bierhoff
Oliver Bierhoff, "Ollie", född 1 maj 1968 i Karlsruhe i Västtyskland, är en tysk före detta fotbollsspelare (anfallare). Han arbetar för Tysklands fotbollsförbund där han är en av direktörerna för landslaget.
Oliver Bierhoff blev stor guldhjälte när Tyskland vann EM 1996 i England. Bierhoff byttes in och gjorde både den tyska kvitteringen och under förlängningen segermålet. Bierhoff, som före och under EM 1996 inte var ordinarie, blev snabbt Tysklands nya stora anfallare. Bierhoff gjorde bland annat tre mål under VM 1998 i Frankrike. Bierhoffs specialitet var hans nickförmåga. Han deltog även i EM år 2000 i Belgien och Nederländerna.
Oliver Bierhoff avslutade landslagskarriären när Tyskland nådde finalen i VM 2002 i Japan och Sydkorea, där man förlorade finalen mot Brasilien med 0-2. Under första halvan av 2003 avslutade han klubbkarriären. 2004 blev Bierhoff teammanager för det tyska landslaget och arbetade då tillsammans med bland andra sin gamla anfallskompis Jürgen Klinsmann. Bierhoff satt på positionen till 2017 då fotbollsförbundets organisation omstrukturerades, Bierhoff fick då rollen som Direktor Nationalmannschaften und Akademie, en annan direktörsroll med större övergripande ansvar.
Bierhoff blev den första någonsin att avgöra en match på golden goal i internationella sammanhang under EM-finalen 1996.

## Meriter
- A-landskamper: 70 (35 mål) (1996-2002)
- VM i fotboll: 1998, 2002
  - VM-silver 2002
- EM i fotboll: 1996, 2000
  - Europamästare: 1996
- Italiensk mästare 1999
- Skyttekung Serie A 1998